# Eerste nationale herenhandbal 1990/91
De eerste nationale 1990/91 was het 34e seizoen in de hoogste herendivisie in het Belgische handbal.

## Opzet
In de eerste nationale spelen twaalf teams die tweeëntwintig wedstrijden spelen in de reguliere competitie. Na het spelen van de reguliere competitie zullen de nummer elf en twaalf degraderen uit de eerste nationale en teruggezet worden in de tweede nationale. De nummer één tot en met vier spelen in een play-offs voor de landstitel. 

## Teams
| Ploeg             | Plaats        | Provincie       |
| ----------------- | ------------- | --------------- |
| Apolloon Kortrijk | Kortrijk      | West-Vlaanderen |
| HV Arena          | Hechtel-Eksel | Limburg         |
| HC Eynatten       | Eynatten      | Luik            |
| HC Herstal        | Herstal       | Luik            |
| Initia HC Hasselt | Hasselt       | Limburg         |
| Sporta Evere      | Evere         | Brussel         |
| Sporting Neerpelt | Neerpelt      | Limburg         |
| OLSE Merksem      | Merksem       | Antwerpen       |
| RPSM              | Montegnée     | Luik            |
| KV Sasja HC       | Hoboken       | Antwerpen       |
| Union Beynoise    | Beyne-Heusay  | Luik            |
| HK Waasmunster    | Waasmunster   | Oost-Vlaanderen |

## Reguliere competitie
| Pos | Club              | Wed | W  | G | V  | Ptn | DT  | DV  | +/−  | Opmerking                                        |
| --- | ----------------- | --- | -- | - | -- | --- | --- | --- | ---- | ------------------------------------------------ |
| 1   | HC Herstal        | 22  | 18 | 0 | 4  | 36  | 504 | 402 | 102  | Geplaatst voor play-offs                         |
| 2   | KV Sasja HC       | 22  | 17 | 0 | 5  | 34  | 443 | 361 | 82   | Geplaatst voor play-offs                         |
| 3   | Sporting Neerpelt | 22  | 16 | 2 | 4  | 34  | 472 | 386 | 86   | Geplaatst voor play-offs                         |
| 4   | OLSE Merksem      | 22  | 15 | 1 | 6  | 31  | 430 | 376 | 54   | Geplaatst voor play-offs                         |
| 5   | Union Beynoise    | 22  | 14 | 3 | 5  | 31  | 482 | 412 | 70   |                                                  |
| 6   | Initia HC Hasselt | 22  | 14 | 2 | 6  | 30  | 494 | 427 | 67   | Bekerwinnaar; geplaatst voor de Cup Winners’ Cup |
| 7   | Apolloon Kortrijk | 22  | 9  | 2 | 11 | 20  | 415 | 449 | -34  |                                                  |
| 8   | Sporta Evere      | 22  | 7  | 2 | 13 | 16  | 401 | 452 | -51  |                                                  |
| 9   | HV Arena          | 22  | 5  | 3 | 14 | 12  | 435 | 470 | -35  |                                                  |
| 10  | RPSM              | 22  | 4  | 1 | 17 | 13  | 419 | 517 | -98  |                                                  |
| 11  | HC Eynatten       | 22  | 3  | 1 | 18 | 9   | 366 | 495 | -129 | Degradeert naar de tweede nationale              |
| 12  | HK Waasmunster    | 22  | 1  | 1 | 19 | 7   | 333 | 459 | -126 | Degradeert naar de tweede nationale              |

## Play-offs
| Pos | Club              | Wed | W | G | V | Ptn | DT  | DV  | +/− | BP | Opmerking                                   |
| --- | ----------------- | --- | - | - | - | --- | --- | --- | --- | -- | ------------------------------------------- |
| 1   | HC Herstal        | 6   | 5 | 1 | 2 | 15  | 121 | 111 | 10  | +4 | Landskampioen, geplaatst voor de Europa Cup |
| 2   | KV Sasja HC       | 6   | 4 | 1 | 3 | 12  | 124 | 118 | 6   | +3 | Geplaatst voor de IHF Cup                   |
| 3   | Sporting Neerpelt | 6   | 1 | 0 | 7 | 4   | 119 | 133 | -14 | +2 |                                             |
| 4   | OLSE Merksem      | 6   | 1 | 0 | 7 | 3   | 116 | 119 | -3  | +1 |                                             |

|            |
| HC HERSTAL |
| 1ste titel |

1957/58 · 1958/59 · 1959/60 · 1960/61 · 1961/62 · 1962/63 · 1963/64 · 1964/65 · 1965/66 · 1966/67 · 1967/68 · 1968/69 · 1969/70 · 1970/71 · 1971/72 · 1972/73 · 1973/74 · 1974/75 · 1975/76 · 1976/77 · 1977/78 · 1978/79 · 1979/80 · 1980/81 · 1981/82 · 1982/83 · 1983/84 · 1984/85 · 1985/86 · 1986/87 · 1987/88 · 1988/89 · 1989/90 · 1990/91 · 1991/92 · 1992/93 · 1993/94 · 1994/95 · 1995/96 · 1996/97 · 1997/98 · 1998/99 · 1999/00 · 2000/01 · 2001/02 · 2002/03 · 2003/04 · 2004/05 · 2005/06 · 2006/07 · 2007/08 · 2008/09 · 2009/10 · 2010/11 · 2011/12 · 2012/13 · 2013/14 · 2014/15 · 2015/16 · 2016/17 · 2017/18 · 2018/19 · 2019/20 · 2020/21 · 2021/22 · 2022/23 · 2023/24 · 2024/25 ·